# جيوفاني أوغوستو
جيوفاني أوغوستو (بالبرتغالية: Giovanni Augusto‏) (5 سبتمبر 1989 ببليم في البرازيل - ) هو لاعب كرة قدم برازيلي في مركز الوسط. لعب مع أتلتيكو مينييرو ونادي أيه بي سي ونادي فيغورينسي ونادي كريسيوما ونادي غريميو بارويري ونادي بايساندو ‏ وClube de Regatas Vasco da Gama ‏ ونادي ناوتيكو.

## روابط خارجية
- جيوفاني أوغوستو على موقع قاعدة بيانات كرة القدم.إي يو (الإنجليزية)
- جيوفاني أوغوستو على موقع Soccerway.com (الإنجليزية)
- جيوفاني أوغوستو على موقع عالم كرة القدم.نت (الإنجليزية)
- جيوفاني أوغوستو على موقع AS.com (الإسبانية)